# 石府巷祠堂
石府巷祠堂位于中国山西省晋城市城区西街街道西大街社区，时代为元。

## 保护
2013年1月，石府巷祠堂公布为第三批晋城市文物保护单位，编号3-7。